# Trophée européen FIRA de rugby à XV 1980-1981
Navigation
Trophée européen FIRA 1979-1980 Trophée européen FIRA 1981-1982
Le Trophée européen FIRA 1980-1981 est une compétition qui réunit les nations de la FIRA–AER qui ne participent pas au Tournoi des Cinq Nations, mais en présence des équipes de France B, du Maroc et de la Tunisie.

## Équipes participantes
| Division A - Espagne - France A - Italie - Pologne - Roumanie - Union soviétique | Division B - Allemagne - Maroc - Pays-Bas - Tunisie - Yougoslavie | Division C - Belgique - Danemark - Portugal - Suisse - Tunisie |

## Division A

### Classement
| Rang | Pays             | J | V | N | D | Pm  | Pe  | Diff | Pts |
| ---- | ---------------- | - | - | - | - | --- | --- | ---- | --- |
| 1    | Roumanie         | 5 | 5 | 0 | 0 | 157 | 25  | +132 | 15  |
| 2    | France A         | 5 | 4 | 0 | 1 | 129 | 59  | +70  | 13  |
| 3    | Italie           | 5 | 2 | 0 | 3 | 76  | 81  | -5   | 9   |
| 4    | Union soviétique | 5 | 2 | 0 | 3 | 38  | 87  | -49  | 9   |
| 5    | Espagne          | 5 | 1 | 0 | 4 | 98  | 146 | -48  | 7   |
| 6    | Pologne          | 5 | 1 | 0 | 4 | 46  | 146 | -100 | 7   |

|  | Vainqueur de la compétition (no 1). |
|  | Relégué en division B (no 6).       |

### Matchs joués
| 1er octobre 1980 | France B | 23 – 10 | Union soviétique | ? |
| 1er octobre 1980 |          |         |                  | ? |
| 1er octobre 1980 |          |         |                  | ? |

| 5 octobre 1980 | Italie                                             | 37 – 12 | Pologne                                            | Rovigo Arbitre : Craciunescu |
| 5 octobre 1980 | Essai(s) : 5 Transformation(s) : 4 Pénalité(s) : 3 |         | Essai(s) : 1 Transformation(s) : 1 Pénalité(s) : 2 | Rovigo Arbitre : Craciunescu |
| 5 octobre 1980 |                                                    |         |                                                    | Rovigo Arbitre : Craciunescu |

| 9 novembre 1980 | Pologne | 0 – 33 (0 - 25) | Roumanie | Sochaczew 5,000 spectateurs Arbitre : N. Camaduro |
| 9 novembre 1980 |         |                 |          | Sochaczew 5,000 spectateurs Arbitre : N. Camaduro |
| 9 novembre 1980 |         |                 |          | Sochaczew 5,000 spectateurs Arbitre : N. Camaduro |

| 2 novembre 1980 | Italie          | 3 – 4 | Union soviétique | Rovigo Arbitre : Doulcet |
| 2 novembre 1980 | Pénalité(s) : 1 |       | Essai(s) : 1     | Rovigo Arbitre : Doulcet |
| 2 novembre 1980 |                 |       |                  | Rovigo Arbitre : Doulcet |

| 16 novembre 1980 | Espagne | 20 – 25 | Pologne | Madrid |
| 16 novembre 1980 |         |         |         | Madrid |
| 16 novembre 1980 |         |         |         | Madrid |

| 23 novembre 1980 | Roumanie | 15 – 0 (3 - 0) | France B | Bucarest 20,000 spectateurs Arbitre : A. Richards |
| 23 novembre 1980 |          |                |          | Bucarest 20,000 spectateurs Arbitre : A. Richards |
| 23 novembre 1980 |          |                |          | Bucarest 20,000 spectateurs Arbitre : A. Richards |

| 21 décembre 1980 | Espagne                                            | 13 – 18 | Italie                       | Madrid Arbitre : Hourquet |
| 21 décembre 1980 | Essai(s) : 2 Transformation(s) : 1 Pénalité(s) : 1 |         | Essai(s) : 3 Pénalité(s) : 2 | Madrid Arbitre : Hourquet |
| 21 décembre 1980 |                                                    |         |                              | Madrid Arbitre : Hourquet |

| 1er janvier 1981 | France B | 49 – 6 | Pologne | Bully-les-Mines |
| 1er janvier 1981 |          |        |         | Bully-les-Mines |
| 1er janvier 1981 |          |        |         | Bully-les-Mines |

| 1981 | Pologne | 3 – 7 | Union soviétique | Olsztyn |
| 1981 |         |       |                  | Olsztyn |
| 1981 |         |       |                  | Olsztyn |

| 8 mars 1981 | Italie                      | 9 – 17 | France B                                           | Rovigo Arbitre : Rea |
| 8 mars 1981 | Pénalité(s) : 2 Drop(s) : 1 |        | Essai(s) : 3 Transformation(s) : 1 Pénalité(s) : 1 | Rovigo Arbitre : Rea |
| 8 mars 1981 |                             |        |                                                    | Rovigo Arbitre : Rea |

| 12 avril 1981 | Roumanie                                           | 35 – 9 (13 - 9) | Italie                                             | Brăila 15,000 spectateurs Arbitre : J. Short |
| 12 avril 1981 | Essai(s) : 7 Transformation(s) : 2 Pénalité(s) : 1 |                 | Essai(s) : 1 Transformation(s) : 1 Pénalité(s) : 1 | Brăila 15,000 spectateurs Arbitre : J. Short |
| 12 avril 1981 |                                                    |                 |                                                    | Brăila 15,000 spectateurs Arbitre : J. Short |

| 26 avril 1981 | Espagne | 6 – 56 (0 - 18) | Roumanie | Barcelone Arbitre : G. Chevrier |
| 26 avril 1981 |         |                 |          | Barcelone Arbitre : G. Chevrier |
| 26 avril 1981 |         |                 |          | Barcelone Arbitre : G. Chevrier |

| 10 mai 1981 | Union soviétique | 40 – 7 | Espagne | Kiev |
| 10 mai 1981 |                  |        |         | Kiev |
| 10 mai 1981 |                  |        |         | Kiev |

| 17 mai 1981 | Union soviétique | 10 - 18 (3 - 12) | Roumanie | Moscou Arbitre : J. St-Guilhem |
| 17 mai 1981 |                  |                  |          | Moscou Arbitre : J. St-Guilhem |
| 17 mai 1981 |                  |                  |          | Moscou Arbitre : J. St-Guilhem |

## Division B

### Classement
| Rang | Pays        | J | V | N | D | Pm | Pe | Diff | Pts |
| ---- | ----------- | - | - | - | - | -- | -- | ---- | --- |
| 1    | Allemagne   | 4 | 3 | 0 | 1 | 65 | 41 | +24  | 10  |
| 2    | Pays-Bas    | 4 | 3 | 0 | 1 | 58 | 28 | +30  | 10  |
| 3    | Tunisie     | 4 | 2 | 0 | 2 | 37 | 61 | -24  | 8   |
| 4    | Maroc       | 4 | 2 | 0 | 2 | 55 | 29 | +26  | 5   |
| 5    | Yougoslavie | 4 | 0 | 0 | 4 | 0  | 56 | -56  | 3   |

|  | Promu en division A (no 1).   |
|  | Relégué en division C (no 5). |

### Matchs joués
La rencontre entre la Tunisie et la Yougoslavie n'est pas disputée (Tunisie vainqueur par forfait).
| 16 novembre 1980 | Allemagne | 13 – 10 | Pays-Bas | Hanovre |
| 16 novembre 1980 |           |         |          | Hanovre |
| 16 novembre 1980 |           |         |          | Hanovre |

| 30 novembre 1980 | Yougoslavie | 0 - 16 | Allemagne | Kardeljevo |
| 30 novembre 1980 |             |        |           | Kardeljevo |
| 30 novembre 1980 |             |        |           | Kardeljevo |

| 14 décembre 1980 | Pays-Bas | 17 - 0 | Yougoslavie | Hilversum |
| 14 décembre 1980 |          |        |             | Hilversum |
| 14 décembre 1980 |          |        |             | Hilversum |

| 1980 | Pays-Bas | 21 – 9 | Tunisie | ? |
| 1980 |          |        |         | ? |
| 1980 |          |        |         | ? |

| 29 mars 1981 | Allemagne | 30 – 9 | Tunisie | Heidelberg |
| 29 mars 1981 |           |        |         | Heidelberg |
| 29 mars 1981 |           |        |         | Heidelberg |

| 12 avril 1981 | Maroc | 22 – 6 | Allemagne | Casablanca |
| 12 avril 1981 |       |        |           | Casablanca |
| 12 avril 1981 |       |        |           | Casablanca |

| 25 avril 1981 | Yougoslavie | 0 - 17 | Maroc | Split |
| 25 avril 1981 |             |        |       | Split |
| 25 avril 1981 |             |        |       | Split |

| 1er janvier 1981 | Maroc | 6 - 10 | Pays-Bas | Casablanca |
| 1er janvier 1981 |       |        |          | Casablanca |
| 1er janvier 1981 |       |        |          | Casablanca |

| 1er janvier 1981 | Tunisie | 13 – 10 | Maroc | Tunis |
| 1er janvier 1981 |         |         |       | Tunis |
| 1er janvier 1981 |         |         |       | Tunis |

## Division C

### Classement
| Rang | Pays     | J | V | N | D | Pm  | Pe  | Diff | Pts |
| ---- | -------- | - | - | - | - | --- | --- | ---- | --- |
| 1    | Portugal | 4 | 4 | 0 | 0 | 114 | 33  | +81  | 12  |
| 2    | Belgique | 4 | 3 | 0 | 1 | 55  | 24  | +31  | 10  |
| 3    | Suède    | 4 | 2 | 0 | 2 | 37  | 30  | +7   | 8   |
| 4    | Danemark | 4 | 1 | 0 | 3 | 49  | 115 | -66  | 6   |
| 5    | Suisse   | 4 | 0 | 0 | 4 | 20  | 73  | -53  | 4   |

|  | Promu en division B (no 1). |

### Matchs joués
| 13 septembre 1980 | Danemark | 4 – 20 | Suède | Aarhus |
| 13 septembre 1980 |          |        |       | Aarhus |
| 13 septembre 1980 |          |        |       | Aarhus |

| 18 octobre 1980 | Suède | 0 - 7 | Belgique | Enköping |
| 18 octobre 1980 |       |       |          | Enköping |
| 18 octobre 1980 |       |       |          | Enköping |

| 1er novembre 1980 | Suisse | 4 – 7 | Suède | Yverdon-les-Bains |
| 1er novembre 1980 |        |       |       | Yverdon-les-Bains |
| 1er novembre 1980 |        |       |       | Yverdon-les-Bains |

| 29 novembre 1980 | Belgique | 7 – 0 | Suisse | Bruxelles |
| 29 novembre 1980 |          |       |        | Bruxelles |
| 29 novembre 1980 |          |       |        | Bruxelles |

| 11 avril 1981 | Suisse | 16 - 20 | Danemark | Lausanne |
| 11 avril 1981 |        |         |          | Lausanne |
| 11 avril 1981 |        |         |          | Lausanne |

| 14 avril 1981 | Belgique | 34 – 9 | Danemark | Dinant |
| 14 avril 1981 |          |        |          | Dinant |
| 14 avril 1981 |          |        |          | Dinant |

| 28 février 1981 | Portugal | 39 – 0 | Suisse | Lisbonne |
| 28 février 1981 |          |        |        | Lisbonne |
| 28 février 1981 |          |        |        | Lisbonne |

| 5 avril 1981 | Portugal | 15 – 7 | Belgique | Coimbra |
| 5 avril 1981 |          |        |          | Coimbra |
| 5 avril 1981 |          |        |          | Coimbra |

| 15 mai 1981 | Danemark | 16 - 45 | Portugal | Frederiksberg |
| 15 mai 1981 |          |         |          | Frederiksberg |
| 15 mai 1981 |          |         |          | Frederiksberg |

| 17 mai 1981 | Suède | 10 – 15 | Portugal | Trelleborg |
| 17 mai 1981 |       |         |          | Trelleborg |
| 17 mai 1981 |       |         |          | Trelleborg |